# Bạch tuộc thiên thần
Bạch tuộc thiên thần, tên khoa học Velodona togata, là một loài bạch tuộc trong chi đơn loài Velodona, thuộc họ Octopodidae. Nó được mô tả lần đầu bởi Carl Chun năm 1915, với một phân loài thứ hai được Guy Coburn Robson phát hiện năm 1924

## Hình ảnh

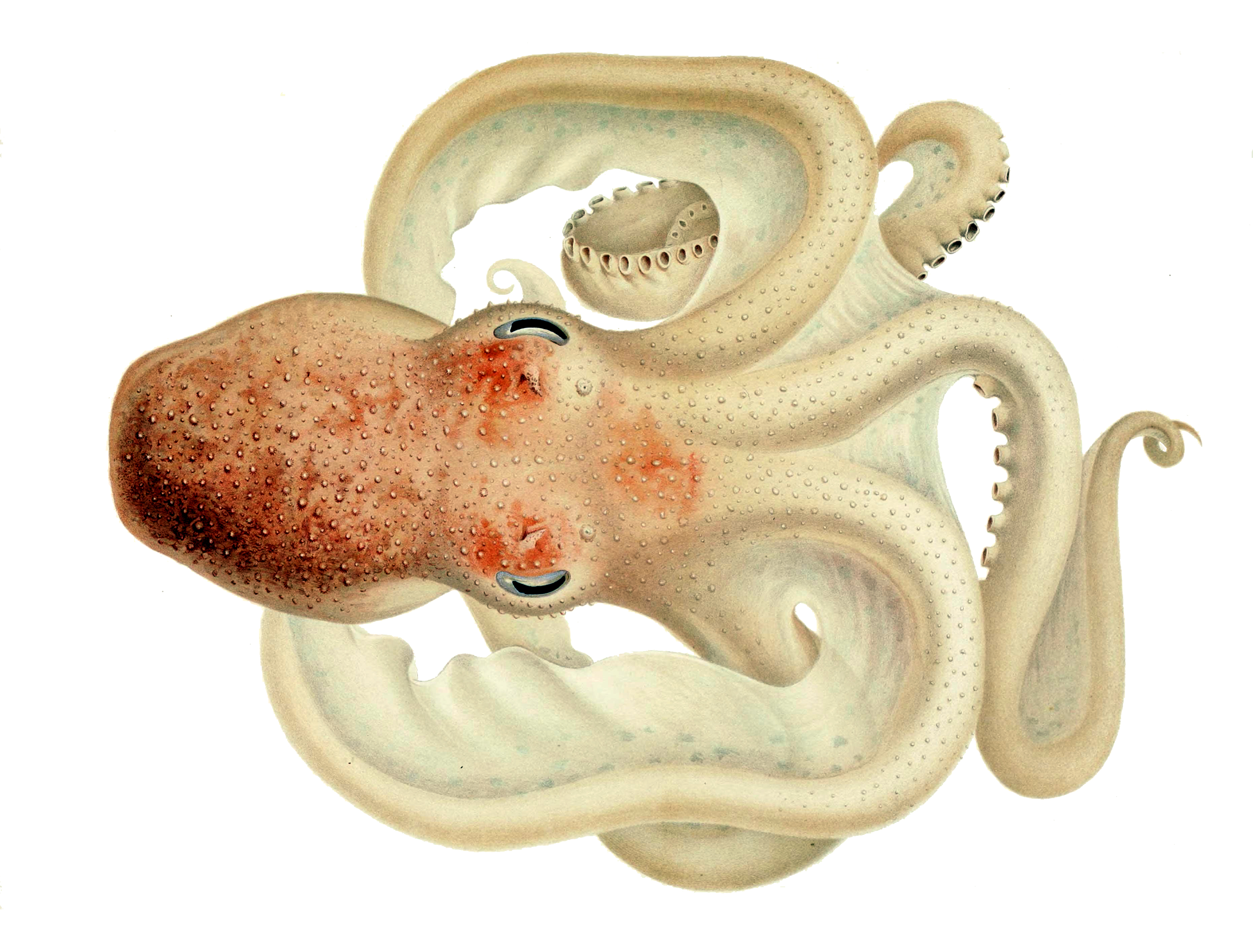
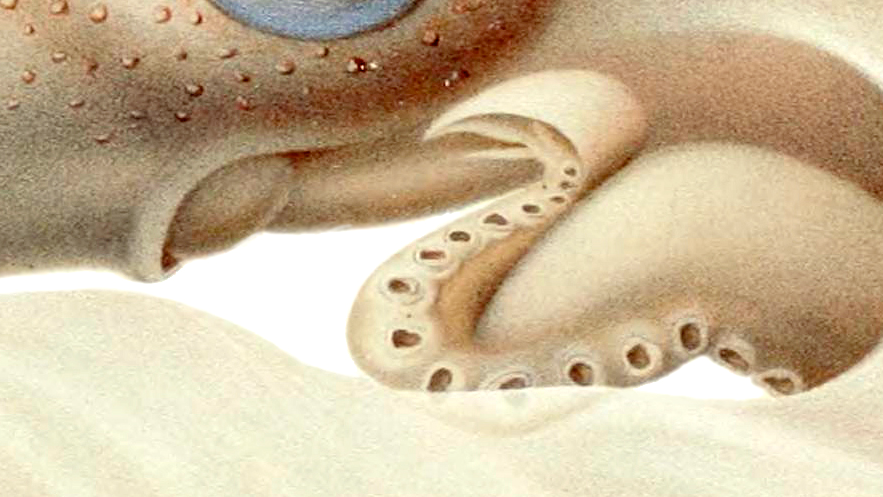
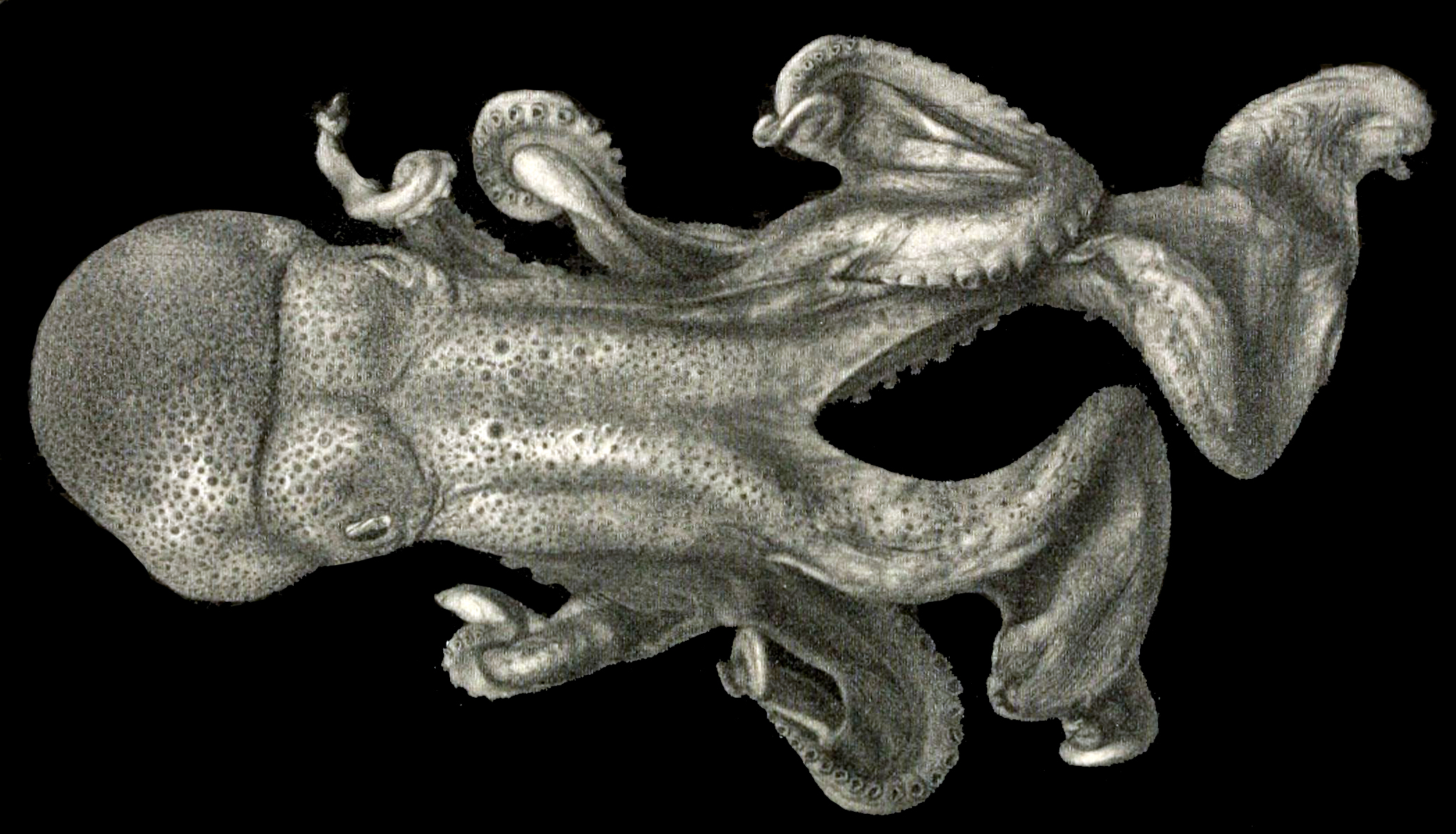